# Лінійний корабель (вітрильний)

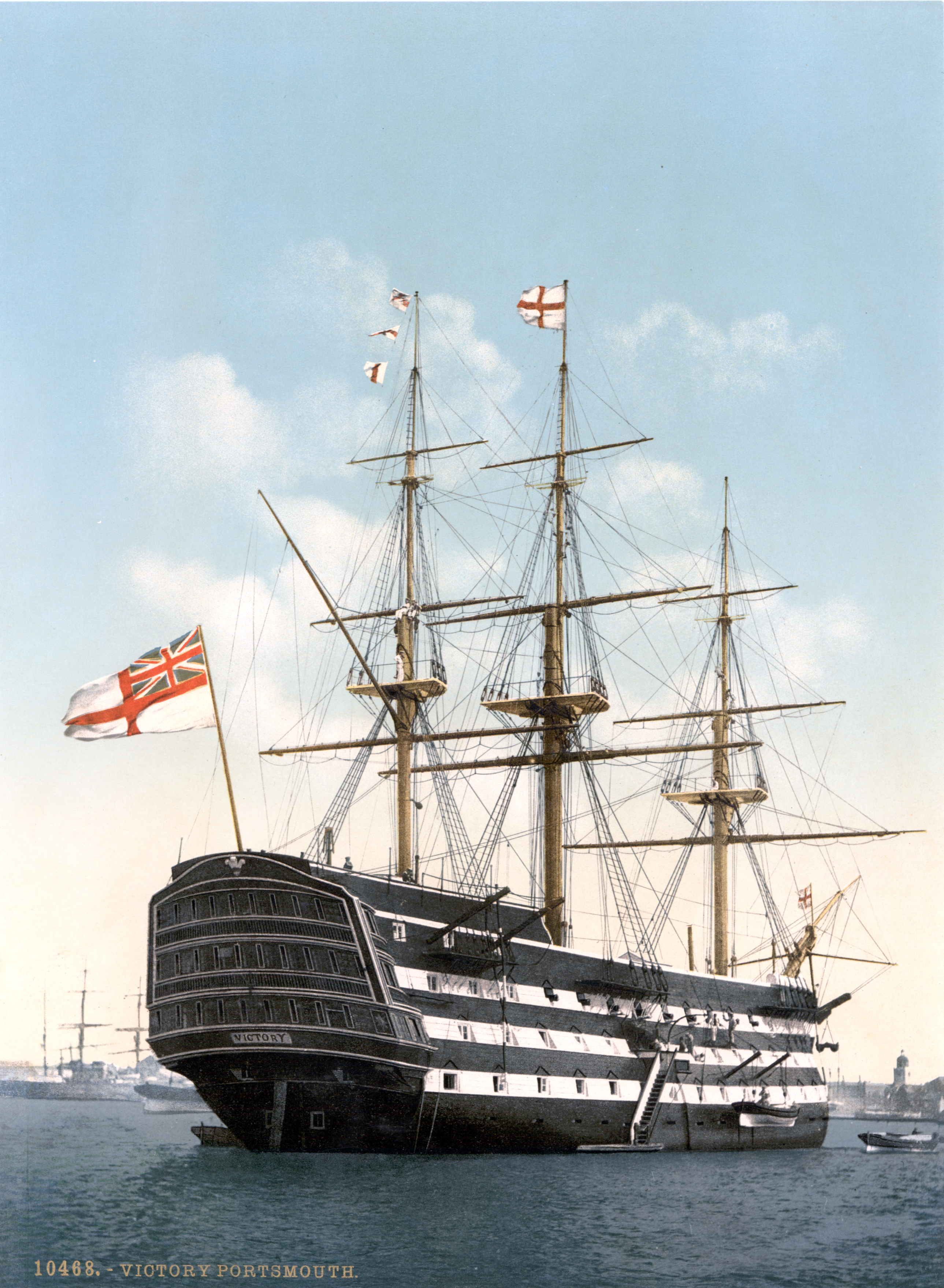
Флагман Гораціо Нельсона HMS Victory

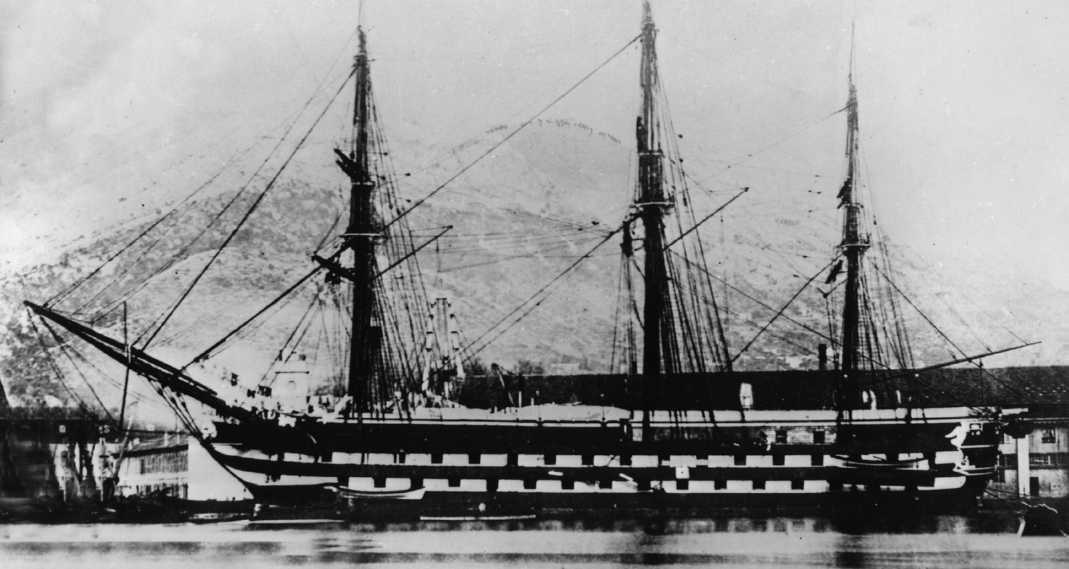
Charlemagne

Ліні́йний корабе́ль (іст.) — великий, зазвичай трипалубний трищогловий корабель вітрильного флоту з прямим вітрильним озброєнням, який призначений для артилерійського бою з такими ж кораблями в строю кільватеру. Тоннажність — до 5 000 т. Озброєння: 80-130 гладкоствольних гармат, що розміщувалися вздовж борту. Екіпаж лінкора складався зазвичай з 800—1000 осіб. Застосування парових двигунів та гребних гвинтів, нарізної артилерії та бронювання спричинило в 1860-х до повної заміни лінійних кораблів ескадреними панцерниками (згодом — лінкорами).